# Трг Светог Стефана (Сремска Митровица)
Трг Светог Стефана, током СФРЈ познат и као Трг народног хероја, је трг у Сремској Митровици, у средишту старог градског језгра. Трг је неправилног облика и наслања се на пешачку Улицу Ћире Милекића.
Најважнија зграда на тргу је нова српска православна црква, грађена крајем 19. века, када је и овај простор уобличен као трг. Осим ње на тргу се налази и неколико важних месних зграда, попут Музеја Срема, управе Шумарије, два тржна центра. Ту се налази и неколико продавница и кафеа.
После Другог светског рата трг добија и ново име - Трг Народних хероја, а на средини трга, непосредно испред црквене порте, подигнут је споменик палим борцима. По отварању Спомен-парка 1960. године споменик је, после мање од 15 година постојања, премештен са трга.
Трг светог Стефана је данас заштићен као просторна културно-историјска целина од великог значаја.